# صفاريه
صفاريه هي إحدى القرى اللبنانية من قرى قضاء جزين في محافظة الجنوب.